# Reutealis trisperma
Reutealis trisperma är en törelväxtart som först beskrevs av Francisco Manuel Blanco, och fick sitt nu gällande namn av Airy Shaw. Reutealis trisperma ingår i släktet Reutealis och familjen törelväxter. Inga underarter finns listade i Catalogue of Life.

## Bildgalleri

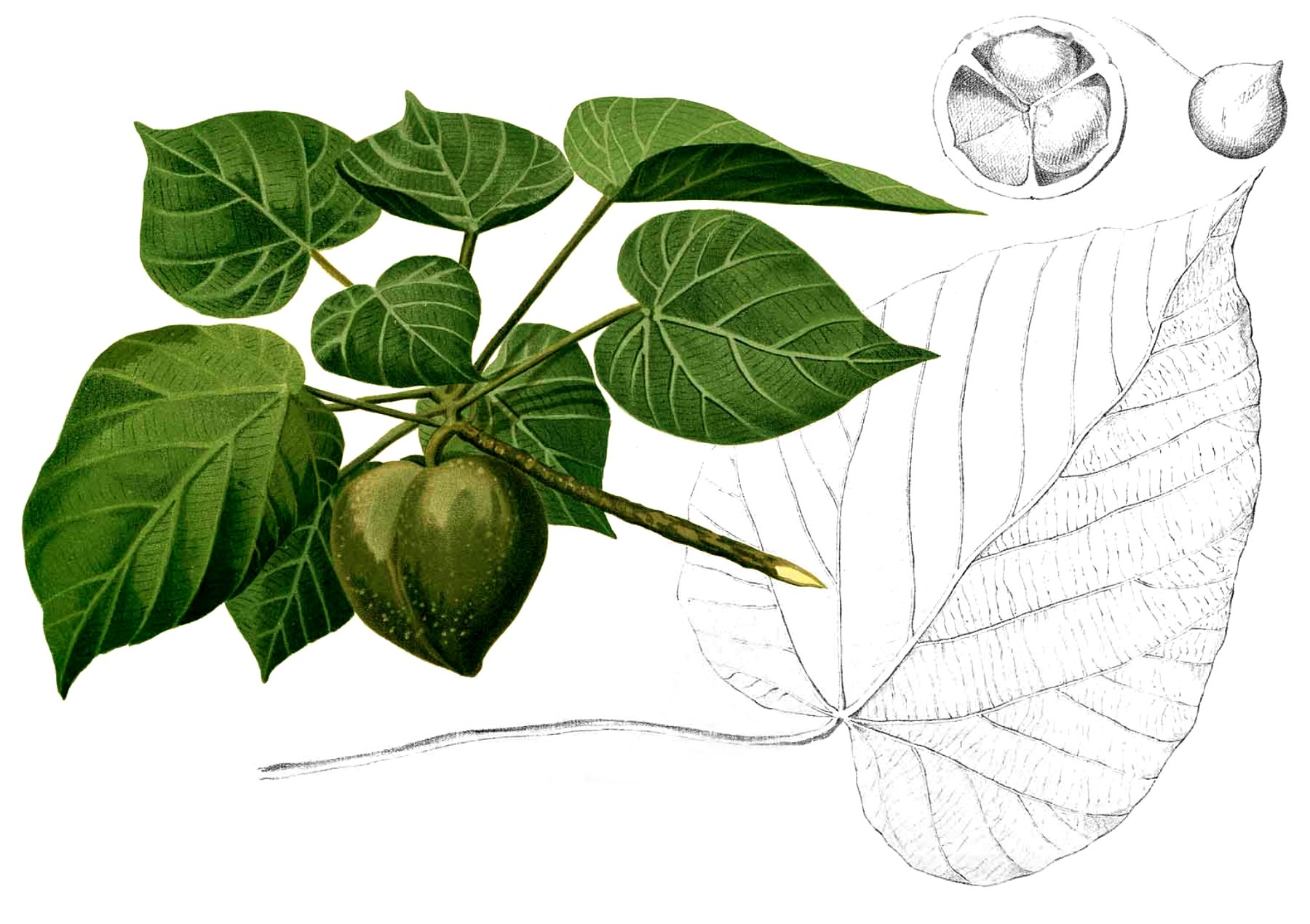
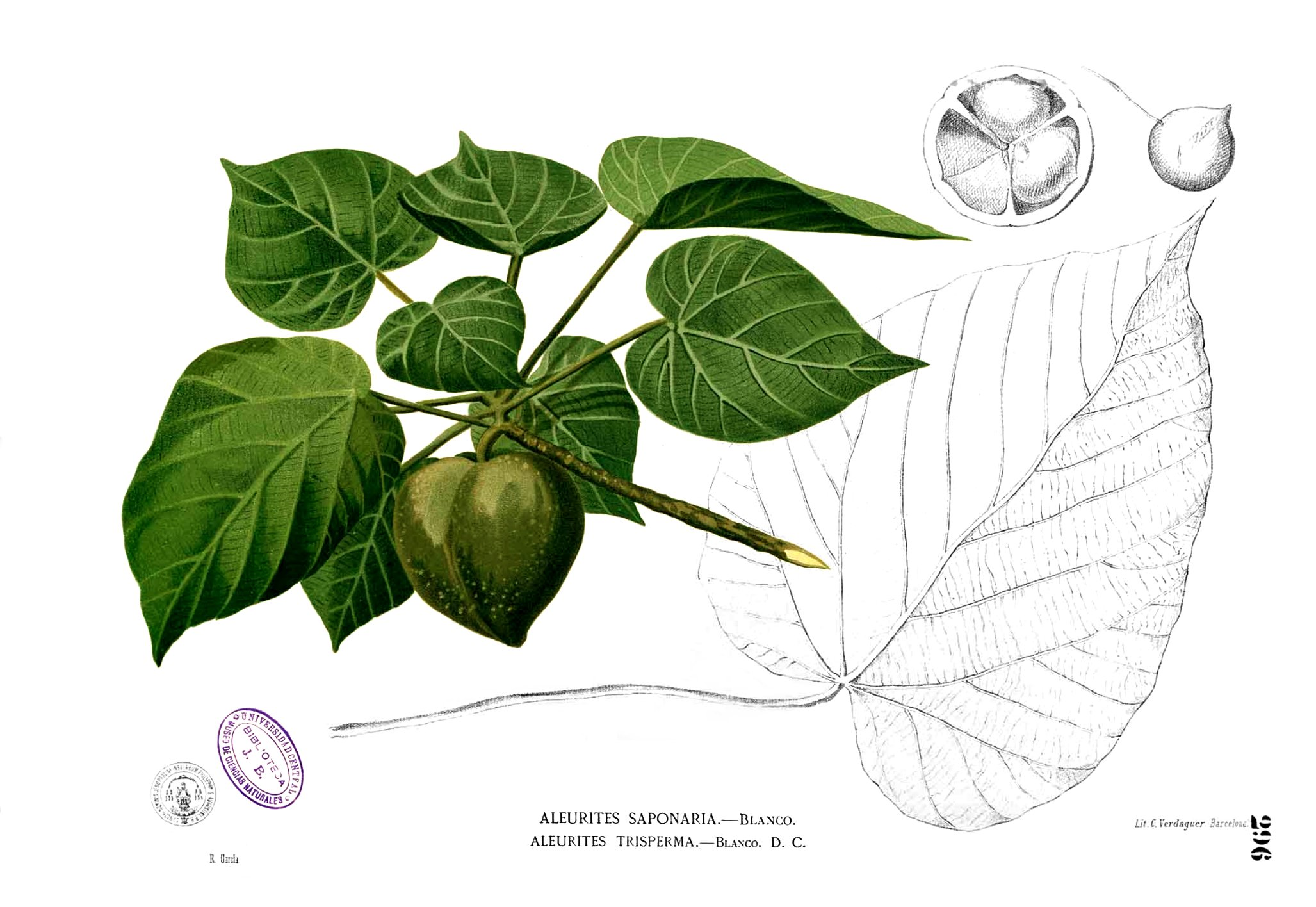